# Тактична бойова допомога пораненим
Тактична бойова допомога пораненим (TCCC або TC3; дослівно Тактичний догляд за пораненими в бою), раніше відома як Self Aid Buddy Care — це набір рекомендацій (протоколи) щодо підтримки життя після травм у догоспітальній бойовій медицині, опублікований Агентством охорони здоров'я США (DHA). Вони призначені для зниження смертності, якій можна було б запобігти, зберігаючи успішність роботи. Рекомендації TCCC оновлюються регулярно Комітетом з тактичної допомоги пораненим у бойових діях (CoTCCC), який є частиною відділу Комітетів захисту з травм (DCoT) Агентства охорони здоров'я. TCCC розроблено у 1990-х роках для медичного співтовариства Командування спеціальних операцій. Спочатку об'єднана ініціатива військово-морського командування спеціальної війни та медичних досліджень і розвитку спеціальних операцій, CoTCCC розробила відповідну для бойових дій і засновану на доказах допомогу при травмах на основі моделей поранень у попередніх конфліктах. Оригінальний корпус TCCC був опублікований у додатку журнала Military Medicine у 1996 році. Відтоді TCCC став курсом Міністерства оборони США (DoD), який проводить Національна асоціація техніків екстреної медичної допомоги.
TCCC є базовою складовою тактичної медицини країн НАТО.

## Комітет з тактичної бойової допомоги пораненим
CoTCCC спочатку було створено Командуванням спеціальних операцій Сполучених Штатів у 2002 році, а потім перейшло до Командування військово-морської медичної освіти та підготовки у 2004 році. CoTCCC було знову переміщено у 2007 році як постійний підкомітет Ради охорони здоров'я (Defense Health Board (DHB)). У 2012 році CoTCCC знову було передано до сфери управління СТС. У серпні 2018 року JTS разом із CoTCCC були реорганізовані як директорат DHA. CoTCCC тепер працює як компонент DCoT. CoTCCC має 42 члени з правом голосу, які є лікарями-спеціалістами, постачальниками послуг і медичними працівниками армії, флоту, повітряних сил, корпусу морської піхоти та берегової охорони Сполучених Штатів. Робоча група TCCC — це більша група, яка працює спільно з CoTCCC і складається з членів без права голосу з усього Міністерства оборони, урядових установ США, цивільних медичних працівників і країн-партнерів.

## Правила надання допомоги при травмах
Рекомендації TCCC — це набір найкращих практичних вказівок щодо допомоги постраждалим на полі бою, що базуються на фактичних даних, які були розроблені впродовж 18 років війни. Нагляд за виконанням інструкцій TCCC забезпечує CoTCCC, яка постійно їх оновлює. Поточні рекомендації доступні онлайн на сайті Deployed Medicine або на сайті Joint Trauma System. Їх також відтворюють веб-сайти Національної асоціації техніків екстреної медичної допомоги, журналу Special Operations Medicine та Special Operations Medical Association. В Україні — TCCC — курс тактичної медицини.

## Цілі настанов тактичної бойової допомоги пораненим
Трьома завданнями TCCC є надання рятувальної допомоги пораненому учаснику бойових дій, обмеження ризику подальших втрат і допомога підрозділу в досягненні успіху місії.
- Лікувати поранених учасників бойових дій
- Обмежте ризик подальших жертв
- Досягніть успіху в місії

## Фази догляду

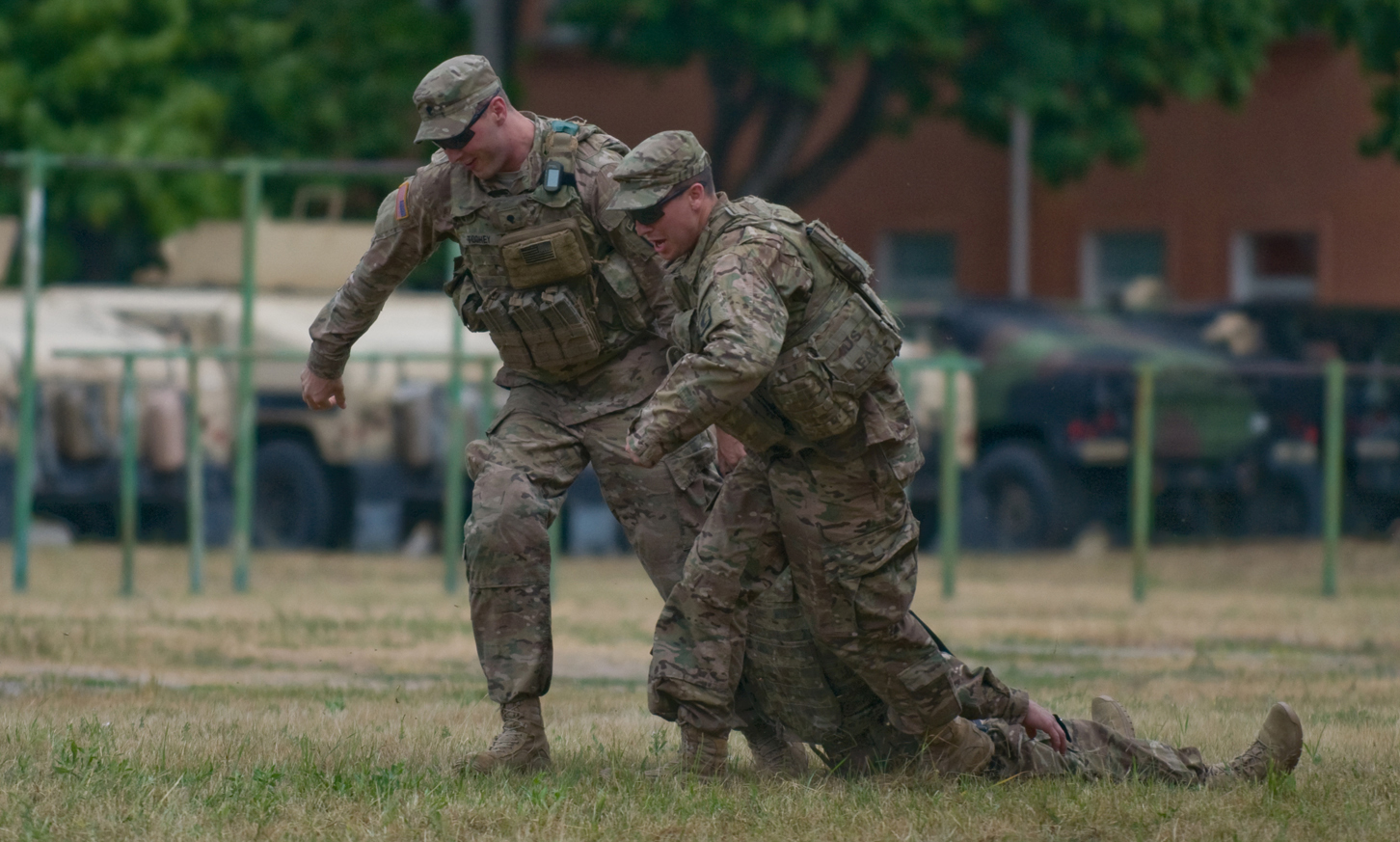
Навчання Care Under Fire на авіабазі Муді, штат Джорджія, 14 лютого 2018 р

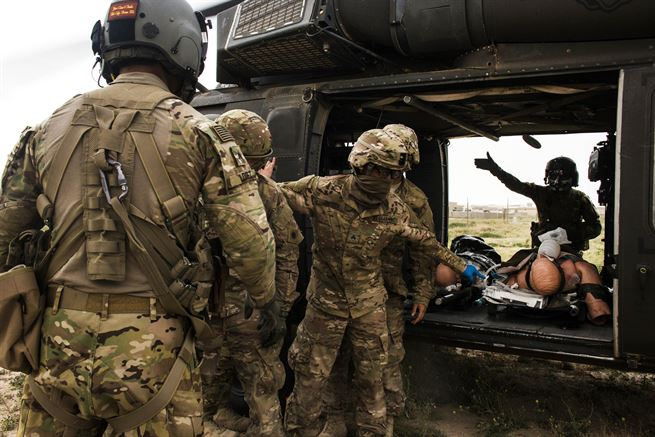
Тактичні тренування з надання допомоги пораненим у бойових діях у таборі Бюрінг, Кувейт, 23 лютого 2016 р.

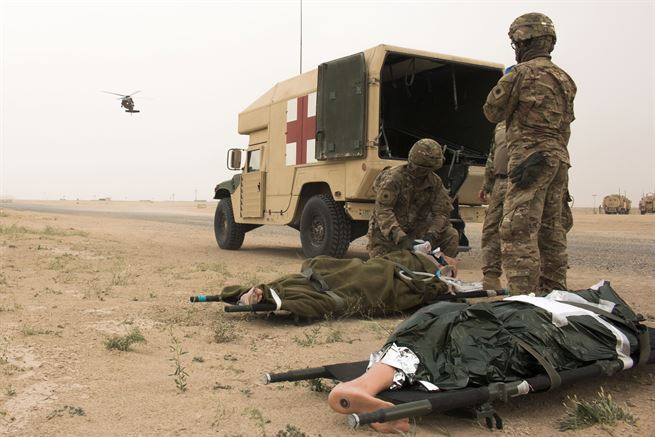
MEDEVAC під час навчання з тактичної бойової допомоги пораненим, табір Бюрінг, Кувейт, 23 лютого 2016 р.

У TCCC догоспітальна допомога на полі бою поділяється на 3 фази:

### Догляд під вогнем (CUF)
CUF характеризується як допомога, яка надається пораненому під час ефективного обстрілу. У цьому випадку першою дією є вогонь у відповідь і укриття, а також слід «включити» пораненого, який залишається на місці, якщо це можливо. У міру придушення ворога втрачені можуть переміститися або бути переміщеними на безпечніші позиції. Єдиним медичним лікуванням, що надається в CUF, є зупинка небезпечної для життя кровотечі. TCCC активно підтримує та рекомендує раннє та негайне використання джгутів для контролю масивної зовнішньої кровотечі кінцівок. Будь-яке інше лікування слід відкласти, поки пораненого не можна буде перемістити в більш безпечне та закрите положення та перевести до тактичної польової допомоги.

### Тактична польова допомога (TFC)
TFC — це допомога, яка надається особами швидкого реагування або догоспітальним медичним персоналом (переважно медиками, санітарами та парарятувальниками (парамедиками)) під час перебування в тактичному середовищі. TFC зосереджена на оцінці та управлінні з використанням абревіатури MARCH.
- (Massive bleeding) Масивну кровотечу лікують за допомогою джгутів, гемостатичних пов'язок, сполучних пристроїв і пов'язок, що тиснуть.
- (Airway) Дихальні шляхи забезпечуються шляхом швидкого та агресивного відкриття дихальних шляхів, включаючи крикотиреоїдотомію для важких дихальних шляхів.
- (Respiration) Респірація та дихання контролюються шляхом оцінки напруженого пневмотораксу та агресивного використання голчастих декомпресійних пристроїв для зняття напруги та покращення дихання.
- (Circulation) Порушення кровообігу оцінюють і лікують за допомогою початку внутрішньовенного доступу з подальшим введенням транексамової кислоти (ТХА), якщо є показання, і інфузійної реанімації з використанням принципів гіпотензивної реанімації. TCCC заохочує раннє та далеко вперед використання крові та продуктів крові, якщо вони доступні понад використання колоїдів, і не заохочує введення кристалоїдів, таких як фізіологічний розчин (хлорид натрію).
- (Hypothermia)Профілактика гіпотермії — це раннє та критичне втручання, щоб зберегти тепло травмованого постраждалого незалежно від операційного середовища.

Постійне обстеження та лікування в TFC включає лікування проникаючої травми ока, оцінку черепно-мозкової травми або травми голови, лікування опіків, переломів шин та перев'язку ран, які не загрожують життю. TCCC пропагує раннє та агресивне використання аналгезії (знеболювання) на полі бою шляхом введення кетаміну та/або перорального трансмукозального фентанілу для поранених із помірним або сильним болем. TCCC також сприяє ранньому введенню пероральних і внутрішньовенних або внутрішньом'язових антибіотиків. Решта TFC присвячена повторній оцінці травм і втручань, документуванню допомоги, спілкуванню з тактичним керівництвом та евакуаційними засобами. TFC завершується упаковкою пораненого для евакуації, а потім евакуацією за допомогою наявних повітряних, наземних або морських засобів.

### Тактична евакуація (TACEVAC)
Догляд за TACEVAC включає ту саму оцінку та управління, що включені до TFC, з додатковим акцентом на розширених процедурах, які можна розпочати на шляху до медичного закладу. Застереження щодо TACEVAC полягає в тому, що засоби евакуації та надання допомоги можуть або не можуть бути спеціальними медичними платформами, такими як вертоліт MEDEVAC. TACEVAC також може включати евакуацію поранених за допомогою наявних немедичних засобів і надання допомоги за таких обставин, що також називається CASEVAC або евакуація поранених. Зазвичай це транспортний засіб без медичного призначення.

## Докази щодо ефективності
Значна кількість медичної літератури засвідчує, що TCCC є найбільш життєздатною та надійною методологією для підготовки та лікування втрат на сучасному полі бою. Більшість поранених на полі бою помирали від отриманих поранень, не доходячи до хірурга. Оскільки більшість смертей у закладах домедичної допомоги (pre-MTF) неможливо вижити, стратегії пом'якшення наслідків для цієї популяції мають бути спрямовані на запобігання травматизму. Щоб суттєво вплинути на результати бойових втрат із потенційно виживаними пораненнями, необхідно розробити стратегії пом'якшення кровотечі та оптимізації проходження дихальних шляхів або скоротити проміжок часу між моментом поранення на полі бою та хірургічним втручанням. Керована командою система реагування на поранені, яка навчає ВСЬОГО персоналу тактичній бойовій допомозі пораненим, призвела до безпрецедентного скорочення кількості вбитих у бою, втрат, які померли від поранень, і бойових смертей, яких можна було запобігти. Існують ключові компоненти системи реагування на догоспітальну допомогу, підкреслюють важливість лідерства, підкреслюють синергію, досягнуту завдяки співпраці між медичними та немедичними керівниками, і надають приклад іншим організаціям і спільнотам, які прагнуть досягти успіху в лікуванні травм, що вимірюється через покращення виживання поранених. Успіх удосконалення медицини під час війни в Іраку та Афганістані сприяв підтримці найнижчого рівня смертності за всю історію.